# Anyah
Anyah, de son vrai nom Ny Aina Tsirimaharo Rafenomanantsoa, née le 18 mai 1984 à Antananarivo, est une chanteuse et une politicienne malgache.

## Biographie

### Jeunesse
Elle grandit dans la ville d’Itaosy. Elle a fait ses études de sciences économiques à l’université de Saint-Denis.

## Carrière musicale
Son parcours musical débute dès son enfance alors qu'elle chante et se familiarise avec la scène en interprétant des chants évangéliques, notamment aux côtés de la chanteuse Hantatiana.
Pendant son séjour à La Réunion, influencée par les chansons de Mariah Carey, Anyah participe au concours Graine de Stars . C'est lors de ce concours qu'elle est remarquée par un journaliste du magazine réunionnais Star Top TV, qui lui attribue par erreur le nom "Anyah". À la suite de sa victoire, elle fait la une du magazine sous le titre : « Anyah Fareno : future star péi ».
Repérée également lors de cette compétition, Anyah est soutenue par le musicien et auteur-compositeur Pana Reeve, devenu son manager à l'époque. Elle remporte le concours "Coup de pouce Mosaïc" organisé par Universal Music et Crédit agricole à la Réunion en 2001.
Son premier album, Henika Fitiavana, sort en mars 2004 à Madagascar, comprenant les titres Matokia et Ranomasina. Elle enchaîne alors les concerts et les tournées en Europe et en Asie. En 2007, elle sort son deuxième album, Mankafy, et fonde son propre groupe de soul à Madagascar, composé de jeunes artistes et musiciens.

## Carrière politique
Anyah est élue à deux reprises[Quand ?] députée du troisième arrondissement d’Antananarivo avec le parti politique IRD.

## Discographie
- Aleo
- Ambarao
- Ampahafantaro
- Anilanao
- Antso
- Diniho ihany
- Efa voasoratra
- Ela
- Fantatro fa
- Fire
- Hatanorana
- Mahatsiaro anao
- Mankafy
- Matokia
- Miandry anao
- Mikipy
- Niserana
- Pour rien au monde
- Ranomasina
- S’isy afa-tsy ianao
- Tongava
- Tsy ampy feo faharoa